# Chińska Republika Ludowa na Zimowych Igrzyskach Olimpijskich 1998
Chińską Republikę Ludową na Zimowych Igrzyskach Olimpijskich 1998 reprezentowało 57 zawodników – 15 mężczyzn i 42 kobiety. Zdobyli oni łącznie osiem medali (6 srebrnych i 2 brązowe), z czego najwięcej wywalczyła zawodniczka short tracku – Yang Yang. Najmłodszą reprezentantką była Song Li, która w dniu rozpoczęcia igrzysk miała niespełna siedemnaście lat, a najstarszą – Xue Ruihong, mająca prawie 30 lat.

## Zdobyte medale
| Medal  | Zawodnik                                           | Dyscyplina           | Konkurencja                |
| ------ | -------------------------------------------------- | -------------------- | -------------------------- |
| Srebro | Xu Nannan                                          | Narciarstwo dowolne  | Skoki akrobatyczne kobiet  |
| Srebro | An Yulong                                          | Short track          | 500 m mężczyzn             |
| Srebro | Li Jiajun                                          | Short track          | 1 000 m mężczyzn           |
| Srebro | Yang Yang (S)                                      | Short track          | 500 m drużynowo kobiet     |
| Srebro | Yang Yang (S)                                      | Short track          | 1 000 m kobiet             |
| Srebro | Yang Yang (S) Yang Yang (A) Wang Chunlu Sun Dandan | Short track          | 3 000 m drużynowo kobiet   |
| Brąz   | Feng Kai Yuan Ye An Yulong Li Jiajun               | Short track          | 5 000 m drużynowo mężczyzn |
| Brąz   | Chen Lu                                            | Łyżwiarstwo figurowe | Solistki                   |

## Skład kadry

### Biathlon
Kobiety
| Zawodnik                                    | Konkurencja         | czas biegu | Kary | Łączny czas | Pozycja |
| ------------------------------------------- | ------------------- | ---------- | ---- | ----------- | ------- |
| Yu Shumei                                   | Bieg na 7,5 km      | 23:44,0    | 0    | 23:44,0     | 5.      |
| Sun Ribo                                    | Bieg na 7,5 km      | 25:29,0    | 3    | 25:29,0     | 39.     |
| Yu Shumei                                   | Bieg na 15 km       | 54:41,3    | 2:00 | 56:41,3     | 9.      |
| Sun Ribo                                    | Bieg na 15 km       | 52:19,2    | 6:00 | 58:19,2     | 21.     |
| Yu Shumei Sun Ribo Liu Jinfeng Liu Xianying | Sztafeta 4 × 7,5 km | 1:43:32,6  | 1    | 1:43:32,6   | 7.      |

### Biegi narciarskie
Mężczyźni
| Zawodnik   | Konkurencja   | czas               | Pozycja            |
| ---------- | ------------- | ------------------ | ------------------ |
| Qu Donghai | Bieg na 50 km | 2:16:42,3          | 29.                |
| Qu Donghai | Bieg na 10 km | Nie ukończył biegu | Nie ukończył biegu |
| Wu Jintao  | Bieg na 10 km | 32:57,7            | 81.                |
| Wu Jintao  | Bieg na 30 km | Nie ukończył biegu | Nie ukończył biegu |
| Wu Jintao  | Bieg łączony  | 52:28,1            | 68.                |

Kobiety
| Zawodnik       | Konkurencja   | czas    | Pozycja |
| -------------- | ------------- | ------- | ------- |
| Luan Zhengrong | Bieg na 5 km  | 20:30,0 | 68.     |
| Guo Dongling   | Bieg na 5 km  | 20:58,0 | 72.     |
| Luan Zhengrong | Bieg na 15 km | 53:48,4 | 51.     |
| Guo Dongling   | Bieg na 15 km | 54:50,6 | 55.     |
| Luan Zhengrong | Bieg łączony  | 35:47,3 | 62.     |
| Guo Dongling   | Bieg łączony  | 36:58,2 | 65.     |

### Hokej na lodzie

#### Turniej kobiet
Reprezentacja kobiet
| - Chen Jing - Dang Hong - Diao Ying - Gong Ming - Guo Hong - Guo Lili - Guo Wei - Huo Lina - Li Xuan - Liu Chunhua |  | - Liu Hongmei - Lu Yan - Ma Jinping - Ma Xiaojun - Sang Hong - Wang Wei - Xu Lei - Yang Xiuqing - Zhang Jing - Zhang Lan |

#### Runda kwalifikacyjna
| Drużyna           | M | Mecze | Mecze | Mecze | Bramki | Bramki | Bramki | Pkt |
| Drużyna           | M | W     | R     | P     | +      | -      | +/-    | Pkt |
| ----------------- | - | ----- | ----- | ----- | ------ | ------ | ------ | --- |
| Stany Zjednoczone | 5 | 5     | 0     | 0     | 33     | 7      | +26    | 10  |
| Kanada            | 5 | 4     | 0     | 1     | 28     | 12     | +16    | 8   |
| Finlandia         | 5 | 3     | 0     | 2     | 27     | 10     | +17    | 6   |
| Chiny             | 5 | 2     | 0     | 3     | 10     | 15     | -5     | 4   |
| Szwecja           | 5 | 1     | 0     | 4     | 10     | 21     | -11    | 2   |
| Japonia           | 5 | 0     | 0     | 5     | 2      | 45     | -43    | 0   |

Wyniki
| 8 lutego 1998 | Stany Zjednoczone | 5:0 | Chiny |  |

|  |  |  |  |  |

| 9 lutego 1998 | Kanada | 2:0 | Chiny |  |

|  |  |  |  |  |

| 11 lutego 1998 | Chiny | 6:1 | Japonia |  |

|  |  |  |  |  |

| 12 lutego 1998 | Chiny | 3:1 | Szwecja |  |

|  |  |  |  |  |

| 14 lutego 1998 | Finlandia | 6:1 | Chiny |  |

|  |  |  |  |  |

#### Mecz o 3.miejsce
| 17 lutego 1998 | Finlandia | 4:1 | Chiny |  |

|  |  |  |  |  |

### Łyżwiarstwo figurowe
| Zawodnik             | Konkurencja   | Nota | Pozycja |
| -------------------- | ------------- | ---- | ------- |
| Chen Lu              | Solistki      | 5,0  | brąz    |
| Guo Zhengxin         | Soliści       | 14,0 | 8.      |
| Shen Xue Zhao Hongbo | Pary sportowe | 9,0  | 5.      |

### Łyżwiarstwo szybkie
Mężczyźni
| Zawodnik    | Konkurencja   | Konkurencja   | Konkurencja   | Konkurencja   | Konkurencja   | Konkurencja   | Konkurencja          | Konkurencja          | Konkurencja    | Konkurencja    |
| Zawodnik    | Bieg na 500 m | Bieg na 500 m | Bieg na 500 m | Bieg na 500 m | Bieg na 500 m | Bieg na 500 m | Bieg na 1000 m       | Bieg na 1000 m       | Bieg na 1500 m | Bieg na 1500 m |
| Zawodnik    | Bieg 1        | Bieg 1        | Bieg 2        | Bieg 2        | Łączny czas   | Miejsce       | Bieg na 1000 m       | Bieg na 1000 m       | Bieg na 1500 m | Bieg na 1500 m |
| Zawodnik    | Czas          | Miejsce       | Czas          | Miejsce       | Łączny czas   | Miejsce       | Czas                 | Miejsce              | Czas           | Miejsce        |
| ----------- | ------------- | ------------- | ------------- | ------------- | ------------- | ------------- | -------------------- | -------------------- | -------------- | -------------- |
| Li Yu       | 36,79         | 27.           | 36,79         | 26.           | 73,58         | 27.           | 1:14,50              | 38.                  |                |                |
| Liu Hongbo  | 36,77         | 25.           | 36,95         | 32.           | 73,72         | 28.           | 1:15,06              | 40.                  |                |                |
| Dai Dengwen | 37,03         | 33.           | 36,95         | 32.           | 73,98         | 31.           | 1:14,20              | 36.                  |                |                |
| Wu Fenglong |               |               |               |               |               |               | Nie ukończył biegu\| | Nie ukończył biegu\| |                |                |
| Wan Chunbo  |               |               |               |               |               |               |                      |                      | 1:54,64        | 36.            |
| Feng Qingbo |               |               |               |               |               |               |                      |                      | 1:56,45        | 43.            |

Kobiety
| Xue Ruihong   | 39,49   | 14. | 39,53 | 13. | 79,02   | 14. | 1:21,84 | 28. |         |     |         |     |  |  |
| Wang Manli    | 40,01   | 22. | 40,06 | 22. | 80,07   | 22. | 1:22,13 | 31. |         |     |         |     |  |  |
| Yang Chunyuan | 39,92   | 19. | 40,24 | 24. | 80,16   | 23. | 1:22,20 | 32. |         |     |         |     |  |  |
| Jin Hua       | 1:04,07 | 37. | 40,32 | 25. | 1:44,39 | 36. |         |     |         |     |         |     |  |  |
| Li Xuesong    |         |     |       |     |         |     | 1:21,54 | 26. | 2:08,05 | 31. |         |     |  |  |
| Song Li       |         |     |       |     |         |     |         |     | 2:05,98 | 28. | 4:28,99 | 26. |  |  |

### Narciarstwo dowolne
Mężczyźni
| Ou Xiaotao | Skoki akrobatyczne | 79,97 | 103,87 | 183,84 | 17. | Nie awansował \| | Nie awansował \| | Nie awansował \| | Nie awansował \| |

Kobiety
| Xu Nannan  | Skoki akrobatyczne | 88,83 | 93,18 | 182,01 | 1.  | 87,57                                  | 99,40                                  | 186,97                                 | srebro         |
| Guo Dandan | Skoki akrobatyczne | 85,68 | 78,27 | 163,95 | 8.  | 89,81                                  | 69,93                                  | 159,74                                 | 7.             |
| Ji Xiao’ou | Skoki akrobatyczne | 86,10 | 81,32 | 167,42 | 6.  | Nie stanęła na starcie rundy finałowej | Nie stanęła na starcie rundy finałowej | Nie stanęła na starcie rundy finałowej | 12.            |
| Yin Hong   | Skoki akrobatyczne | 69,61 | 21,12 | 90,73  | 24. | Nie awansowała                         | Nie awansowała                         | Nie awansowała                         | Nie awansowała |

### Short track
Mężczyźni
| Zawodnik                             | Konkurencja          | Kwalifikacje | Kwalifikacje | Ćwierćfinał   | Ćwierćfinał   | Półfinał        | Półfinał        | Finał           | Finał   |
| Zawodnik                             | Konkurencja          | Czas         | Miejsce      | Czas          | Miejsce       | Czas            | Miejsce         | Czas            | Miejsce |
| ------------------------------------ | -------------------- | ------------ | ------------ | ------------- | ------------- | --------------- | --------------- | --------------- | ------- |
| An Yulong                            | Bieg na 500 metrów   | 43,748       | 1.           | 43,384        | 1.            | 43,795          | 2.              | 43,022          | srebro  |
| Li Jiajun                            | Bieg na 500 metrów   | 43,831       | 1.           | 42,861        | 1.            | Dyskwalifikacja | Dyskwalifikacja | Dyskwalifikacja | 9.      |
| Feng Kai                             | Bieg na 500 metrów   | 44,817       | 2.           | 44,384        | 3.            | Nie awansował   | Nie awansował   | Nie awansował   | 14.     |
| Li Jiajun                            | Bieg na 1000 metrów  | 1:34,023     | 2.           | 1:34,510      | 1.            | 1:32,183        | 2.              | 1:32,428        | srebro  |
| An Yulong                            | Bieg na 1000 metrów  | 1:32,731     | 2.           | 1:29,784      | 3.            | Nie awansował   | Nie awansował   | Nie awansował   | 14.     |
| Feng Kai                             | Bieg na 1000 metrów  | 1:31,724     | 3.           | Nie awansował | Nie awansował | Nie awansował   | Nie awansował   | Nie awansował   | 18.     |
| Li Jiajun Feng Kai Yuan Ye An Yulong | Sztafeta 5000 metrów |              |              |               |               | 7:05,797        | 2.              | 7:11,559        | brąz    |

Kobiety
| Zawodniczka                                        | Konkurencja          | Kwalifikacje    | Kwalifikacje              | Ćwierćfinał               | Ćwierćfinał               | Półfinał                  | Półfinał                  | Finał                     | Finał                     |
| Zawodniczka                                        | Konkurencja          | Czas            | Miejsce                   | Czas                      | Miejsce                   | Czas                      | Miejsce                   | Czas                      | Miejsce                   |
| -------------------------------------------------- | -------------------- | --------------- | ------------------------- | ------------------------- | ------------------------- | ------------------------- | ------------------------- | ------------------------- | ------------------------- |
| Yang Yang (S)                                      | Bieg na 500 metrów   | 46,136          | 1.                        | 46,578                    | 2.                        | 45,101                    | 2.                        | 46,627                    | srebro                    |
| Wang Chunlu                                        | Bieg na 500 metrów   | 45,655          | 1.                        | 46,091                    | 1.                        | 45,655                    | 2.                        | Nie ukończyła biegu       | 8.                        |
| Yang Yang (A)                                      | Bieg na 500 metrów   | 46,815          | 1.                        | Dyskwalifikacja           | Dyskwalifikacja           |                           |                           |                           | 15.                       |
| Yang Yang (S)                                      | Bieg na 1000 metrów  | 1:35,244        | 1.                        | 1:37,252                  | 2.                        | 1:35,721                  | 2.                        | 1:43,343                  | srebro                    |
| Yang Yang (A)                                      | Bieg na 1000 metrów  | 1:37,062        | 1.                        | 1:31,991                  | 1.                        | 1:34,688                  | 1.                        | Dyskwalifikacja           | 8.                        |
| Wang Chunlu                                        | Bieg na 1000 metrów  | Dyskwalifikacja | Nie ukończyła konkurencji | Nie ukończyła konkurencji | Nie ukończyła konkurencji | Nie ukończyła konkurencji | Nie ukończyła konkurencji | Nie ukończyła konkurencji | Nie ukończyła konkurencji |
| Yang Yang (A) Yang Yang (S) Wang Chunlu Sun Dandan | Sztafeta 3000 metrów |                 |                           |                           |                           | 4:22,342                  | 2.                        | 4:16,383                  | srebro                    |